# Patrick Friesacher
Patrick Friesacher (* 26. září 1980, Wolfsberg, Rakousko) je rakouský automobilový závodník, bývalý pilot Formule 1.
Friesacher začínal v 5 letech v sedle motokrosového motocyklu, v 11 přešel na motokáry a užíval si úspěšné mezinárodní kariéry. V roce 1997 utrpěl vážná poranění nohy při nehodě ale po šesti měsících na nemocničním lůžku a dalších sedmi v kolečkovém křesle se vrátil na závodní dráhu. V roce 1998 nastoupil do francouzského šampionátu formule Renault a celoroční úsilí mu vyneslo konečné třetí místo. V následujícím roce zůstává ve Francii to už ale ve francouzském šampionátu Formule 3 a opět je to celkově třetí místo. Rok 2000 je ve znamení Formule 3 ale tentokrát na Německém území, dvě vítězství mu zajišťují 6 místo v mistrovství. Další léta tráví ve Formuli 3000 v týmu Red Bull Junior ale v letech 2001 až 2004 vytěží pouze dvě vítězství a shodou okolnosti na shodné trati v Maďarsku. V roce 2005 odešel k Minardi a dostal se tak do Formule 1, po závodě byl ve Velké Británii byl vyhozen, protože jeho sponzoři pozdě zaplatili jeho týmu.

## Vítězství
- 1999 Pau (Formule 3)
- 1999 Ledenon (Formule 3)
- 2000 Sachsenring (Formule 3)
- 2000 Oschersleben (Formule 3)
- 2003 Hungaroring (Formule 3000)
- 2004 Hungaroring (Formule 3000)

## Výsledky

### Kompletní výsledky ve Formuli 3000
| Rok  | Tým                        | 1       | 2       | 3      | 4       | 5       | 6      | 7       | 8      | 9       | 10      | 11     | 12      | PJ  | Body |
| ---- | -------------------------- | ------- | ------- | ------ | ------- | ------- | ------ | ------- | ------ | ------- | ------- | ------ | ------- | --- | ---- |
| 2001 | Red Bull Junior Team F3000 | INT Ret | IMO 5   | CAT 8  | A1R Ret | MON Ret | NUR 10 | MAG 4   | SIL 19 | HOC 11  | HUN 4   | SPA 10 | MNZ Ret | 13. | 8    |
| 2002 | Red Bull Junior Team       | INT 10  | IMO 5   | CAT 11 | A1R 5   | MON 2   | NUR 4  | SIL 7   | MAG 7  | HOC Ret | HUN 6   | SPA 16 | MNZ Ret | 10. | 14   |
| 2003 | Red Bull Junior Team F3000 | IMO 2   | CAT Ret | A1R    | MON     | NUR Ret | MAG 11 | SIL 5   | HOC 3  | HUN 1   | MNZ 2   |        |         | 5.  | 36   |
| 2004 | Super Nova Racing          | IMO 9   | CAT 4   | MON 5  | NUR Ret |         |        |         |        |         |         |        |         | 5.  | 33   |
| 2004 | Coloni Motorsport          |         |         |        |         | MAG 3   | SIL 5  | HOC DNS | HUN 1  | SPA 5   | MNZ Ret |        |         | 5.  | 33   |

### Kompletní výsledky ve Formuli 1
| Legenda k tabulce | Legenda k tabulce                                                                       |
| Barva             | Výsledek                                                                                |
| ----------------- | --------------------------------------------------------------------------------------- |
| Zlatá             | Vítěz                                                                                   |
| Stříbrná          | 2. místo                                                                                |
| Bronzová          | 3. místo                                                                                |
| Zelená            | Bodované umístění                                                                       |
| Modrá             | Nebodované umístění                                                                     |
| Modrá             | Dokončil neklasifikován (NC)                                                            |
| Fialová           | Odstoupil (Ret)                                                                         |
| Červená           | Nekvalifikoval se (DNQ)                                                                 |
| Červená           | Nepředkvalifikoval se (DNPQ)                                                            |
| Černá             | Diskvalifikován (DSQ)                                                                   |
| Bílá              | Nestartoval (DNS)                                                                       |
| Bílá              | Závod zrušen (C)                                                                        |
| Světle modrá      | Pouze trénoval (PO)                                                                     |
| Světle modrá      | Páteční testovací jezdec (TD)                                                           |
| Bez barvy         | Netrénoval (DNP)                                                                        |
| Bez barvy         | Vyřazen (EX)                                                                            |
| Bez barvy         | Nepřijel (DNA)                                                                          |
| Bez barvy         | Odvolal účast (WD)                                                                      |
| Bez barvy         | Nezúčastnil se (prázdné)                                                                |
| Označení          | Význam                                                                                  |
| Tučnost           | Pole position                                                                           |
| Kurzíva           | Nejrychlejší kolo                                                                       |
| †                 | Jezdec nedojel do cíle, ale byl klasifikován, protože odjel více než 90 % délky závodu. |
| ‡                 | Byl udělován poloviční počet bodů, protože bylo odjeto méně než 75 % délky závodu.      |
| Horní index       | Umístění bodujících jezdců ve sprintu                                                   |

| Rok  | Tým              | Šasi          | Motor        | 1      | 2       | 3      | 4       | 5       | 6       | 7      | 8       | 9     | 10      | 11     | 12  | 13  | 14  | 15  | 16  | 17  | 18  | 19  | Body | Umístění  |
| ---- | ---------------- | ------------- | ------------ | ------ | ------- | ------ | ------- | ------- | ------- | ------ | ------- | ----- | ------- | ------ | --- | --- | --- | --- | --- | --- | --- | --- | ---- | --------- |
| 2005 | Minardi Cosworth | Minardi PS04B | Cosworth V10 | AUS 17 | MAL Ret | BHR 12 |         |         |         |        |         |       |         |        |     |     |     |     |     |     |     |     | 3    | 21. místo |
| 2005 | Minardi Cosworth | Minardi PS05  | Cosworth V10 |        |         |        | SMR Ret | ESP Ret | MON Ret | EUR 18 | CAN Ret | USA 6 | FRA Ret | GBR 19 | GER | HUN | TUR | ITA | BEL | BRA | JPN | CHN | 3    | 21. místo |